# Operación Michael
La Operación Michael, también conocida como Ofensiva Ludendorff, fue una operación militar llevada a cabo por el Imperio Alemán en la Primera Guerra Mundial, la primera de las llamadas ofensivas de primavera. Consistieron en una serie de ataques por parte de los alemanes a lo largo del Frente Occidental que comenzó en la Primavera de 1918 (del 21 de marzo de 1918 desde la línea Hindenburg, en la localidad francesa de San Quintín, hasta el 5 de abril de 1918 respectivamente).
El frenético avance alemán, al mando del general Erich Ludendorff, permitió la retirada de tropas francesas y británicas atrincheradas, siendo el mayor progreso en territorio francés desde 1914. Los alemanes se habían dado cuenta de que la única oportunidad para obtener la victoria era derrotar a los aliados antes de que los abrumadores recursos humanos y materiales de los Estados Unidos fueran desplegados. El Tratado de Brest-Litovsk también permitió desplegar más de 50 divisiones que anteriormente se encontraban combatiendo en el Frente Oriental.
Había cuatro ofensivas alemanas, con los siguientes nombres en código: Michael, Georgette, Gneisenau y Blücher-Yorck. Michael fue el ataque principal, que tenía la intención de romper las líneas aliadas, flanquear a las fuerzas británicas que controlaban el frente del río Somme y derrotar finalmente al ejército británico. Una vez que esto se hubiera logrado, se esperaría a que los franceses firmarían el armisticio. La ofensiva terminó el 5 de abril en el pueblo de Villers-Bretonneux. El fracaso de la operación marcó el principio del fin de la Primera Guerra Mundial.

## Contexto histórico

### Desarrollos estratégicos
El 11 de noviembre de 1917, el Alto Mando alemán (Oberste Heeresleitung, OHL) discutió lo que esperaban que fuera una ofensiva decisiva en el Frente Occidental la próxima primavera. Su objetivo era la Fuerza Expedicionaria Británica (BEF), comandada por el mariscal de campo Sir Douglas Haig, que creían que había sido agotada por las batallas de 1917 en Arras, Messines, Passchendaele y Cambrai. El 21 de enero de 1918, el general Erich Ludendorff tomó la decisión de atacar. A principios de 1918, el pueblo alemán estaba cerca del hambre y se estaba cansando de la guerra. A mediados de febrero de 1918, mientras Alemania negociaba la rendición rusa y el Tratado de Brest-Litovsk, Ludendorff había movido casi 50 divisiones del este, de modo que en el Frente Occidental, las tropas alemanas superaban en número a las de los ejércitos aliados. Alemania tenía 192 divisiones y tres brigadas en el frente occidental antes del 21 de marzo, de 241 en el ejército alemán. De estas divisiones, 110 estaban en la línea del frente, 50 de los cuales se enfrentaron al frente británico más corto. Otras 67 divisiones estaban en reserva, 31 frente al BEF. Para mayo de 1918, 318 000 soldados estadounidenses debían llegar a Francia, con otro millón previsto llegar antes de agosto. Los alemanes sabían que la única posibilidad de victoria era derrotar a los Aliados antes de que se completara la acumulación de la Fuerza Expedicionaria Americana (AEF).

Avances alemanes a comienzos de 1918.

La estrategia alemana para la ofensiva de primavera de 1918 o Kaiserschlacht (batalla del Kaiser), involucró a cuatro ofensivas, Michael, Georgette, Gneisenau y Blücher–Yorck. Michael tuvo lugar en el Somme y luego Georgette fue conducido en el Lys y en Ypres, que estaba planeado para confundir al enemigo. Blücher tuvo lugar contra los franceses en la región de Champagne. Aunque la inteligencia británica sabía que se estaba preparando una ofensiva alemana, este plan de largo alcance era mucho más ambicioso de lo que esperaban los comandantes aliados. Ludendorff tenía como objetivo avanzar a través del Somme, luego girar hacia el noroeste, para cortar las líneas de comunicación británicas detrás del frente de Artois, atrapando al BEF en Flandes. Las fuerzas aliadas serían alejadas de los puertos del Canal, que eran esenciales para el suministro británico; los alemanes podrían atacar estos puertos y otras líneas de comunicación. Los británicos serían rodeados y se rendirían.
El primer ministro británico, David Lloyd George, había acordado que el BEF se haría cargo de más de la línea del frente, en la Conferencia de Boulogne, contra el consejo militar, después de lo cual se amplió la línea británica. La "línea", tomada de los franceses, apenas existía, necesitando mucho trabajo para que sea fácilmente defendible para las posiciones más al norte, lo que ralentizó el progreso en el área del Quinto Ejército (general Hubert Gough). Durante el invierno de 1917-1918, la nueva línea británica se estableció en un arco alrededor de San Quintín, por muchas acciones de unidades pequeñas entre las aldeas en ruinas en el área. Hubo muchos puestos de avanzada aislados, brechas en la línea y grandes áreas de territorio en disputa y tierras baldías. Estas posiciones se mejoraron lentamente mediante la construcción en profundidad del nuevo sistema de defensa de tres zonas, pero gran parte del trabajo fue realizado por grupos de trabajo de infantería. La mayoría de los reductos en la zona de batalla se completaron en marzo de 1918, pero la zona trasera todavía estaba en construcción.
El BEF había sido reorganizado debido a la falta de reemplazos de infantería; las divisiones se redujeron de doce a nueve batallones, según el modelo establecido por los ejércitos alemán y francés a principios de la guerra. Se estableció que los principales batallones territoriales regulares y de primera línea debían ser retenidos, con preferencia a los batallones territoriales de segunda línea y al Nuevo Ejército de mayor número. Las divisiones territoriales de segunda línea y del Nuevo Ejército se vieron gravemente afectadas, ya que en algunos casos tuvieron que disolver la mitad de sus batallones, para dar paso a las unidades transferidas desde las divisiones territoriales regulares o de primera línea. Los batallones tenían un establecimiento de 1 000 hombres, pero algunos tenían menos de 500 hombres, debido a bajas y enfermedades durante el invierno.

### Desarrollos tácticos
El ejército alemán entrenó usando tácticas de guerra abierta que habían demostrado ser efectivas en el Frente Oriental, particularmente en la Batalla de Riga en 1917. Los alemanes habían desarrollado unidades de asalto (Stoßtruppen), infantería de élite que usaba tácticas de infiltración, operando en pequeños grupos que avanzaban rápidamente explotando huecos y defensas débiles. Los Stoßtruppen pasaron por alto las áreas fuertemente defendidas, que las unidades de infantería de seguimiento podrían manejar una vez que estaban aisladas, y ocuparon rápidamente el territorio para interrumpir la comunicación atacando el cuartel enemigo, las unidades de artillería y los depósitos de suministros en la parte trasera. Cada división transfirió a sus mejores y más aptos soldados a unidades de tormenta, a partir de las cuales se formaron varias divisiones nuevas. Este proceso le dio al ejército alemán una ventaja inicial en el ataque, pero significó que las mejores tropas sufrirían bajas desproporcionadas, mientras que la calidad de los hombres en reserva disminuyó.
Los desarrollos en las tácticas de artillería también fueron influyentes. Ludendorff fue capaz de prescindir de bombardeos lentos destructivos y cortafuegos utilizando la gran cantidad de piezas de artillería y morteros para disparar bombardeos "huracanes" concentrados en posiciones de artillería y ametralladoras, oficinas centrales, centrales telefónicas, ferrocarriles y centros de comunicación. Hubo tres fases en el bombardeo: un breve incendio en el comando y las comunicaciones, luego un bombardeo destructivo de contrabatería y luego el bombardeo de posiciones de primera línea. El bombardeo profundo tuvo como objetivo eliminar la capacidad de respuesta del oponente; solo duró unas pocas horas para retener la sorpresa, antes de que la infantería atacara detrás de una andanada. Dichas tácticas de artillería habían sido posibles gracias al gran número de cañones pesados precisos y grandes existencias de municiones que Alemania había desplegado en el Frente Occidental en 1918.
Un oficial de la 51.ª División (Highland) escribió: "El año 1917... acabó en una atmósfera de depresión. La mayoría de las divisiones en el Frente Occidental se habían dedicado continuamente a operaciones ofensivas... todos estaban agotados... y debilitados". La última ofensiva alemana en el Frente Occidental, antes del Cambrai Gegenschlag («contragolpe») de diciembre de 1917, había sido contra los franceses en Verdún, dando a los comandantes británicos poca experiencia en defensa. El desarrollo de un sistema de defensa profunda de zonas y líneas de trincheras por parte de los alemanes durante 1917, había llevado a los británicos a adoptar un sistema de defensa similar en profundidad. Esto redujo la proporción de tropas en la línea del frente, que estaba ligeramente ocupada por francotiradores, patrullas y puestos de ametralladoras y reservas concentradas y depósitos de suministros en la retaguardia, lejos de la artillería alemana. Las divisiones británicas organizaron sus nueve batallones de infantería en las zonas delantera y de batalla según las condiciones locales y las opiniones de los comandantes; aproximadamente 1⁄3 de los batallones de infantería del Quinto Ejército y un número similar en el Tercer Ejército tenían la zona delantera.
La zona delantera se organizó en tres líneas a una profundidad dependiendo del terreno local. Las primeras dos líneas no se mantuvieron continuamente, particularmente en el área del Quinto Ejército, donde estaban en grupos de avanzada aislados frente a una línea irregular de postes de apoyo. La tercera línea era una serie de reductos pequeños para dos o cuatro pelotones. Los postes y reductos se ubicaron de manera que el terreno intervenido pudiera ser barrido por ametralladoras y disparos de fusil o de ametralladoras adyacentes a los reductos. La defensa de la zona avanzada dependía del poder de fuego en lugar de un gran número de tropas, pero en el área del Quinto Ejército, la falta de tropas significaba que la zona era demasiado débil para poder rechazar un gran ataque. La zona de batalla también se organizaba generalmente en tres sistemas defensivos, delantero, intermedio y trasero, conectados por trincheras de comunicación y líneas de cambio, con los defensores concentrados en centros de resistencia en lugar de líneas continuas. Alrededor de 36 de los 110 batallones de infantería y pioneros del Quinto Ejército aguantaron en la zona avanzada. La artillería, los morteros de trinchera y las ametralladoras también se dispusieron en profundidad, en posiciones elegidas para permitir el fuego de contrabatería, acoso en las rutas de transporte, fuego en trincheras de ensamblaje y poder disparar barcazas a lo largo del frente de las posiciones británicas en el primer signo de ataque. Las posiciones de artillería también fueron elegidas para ofrecer cobertura y ocultamiento, con posiciones alternativas en los flancos y en la parte trasera. Aproximadamente 2⁄3 de la artillería estaba en la zona de batalla, con algunas armas más adelante y algunas baterías estaban ocultas y prohibidas de disparar antes de que comenzara la ofensiva alemana.

## Preludio

### Plan de ataque alemán
Los alemanes decidieron atacar el sector alrededor de St. Quentin, tomado por los británicos desde febrero hasta abril de 1917, luego de la retirada alemana a la línea Hindenburg.

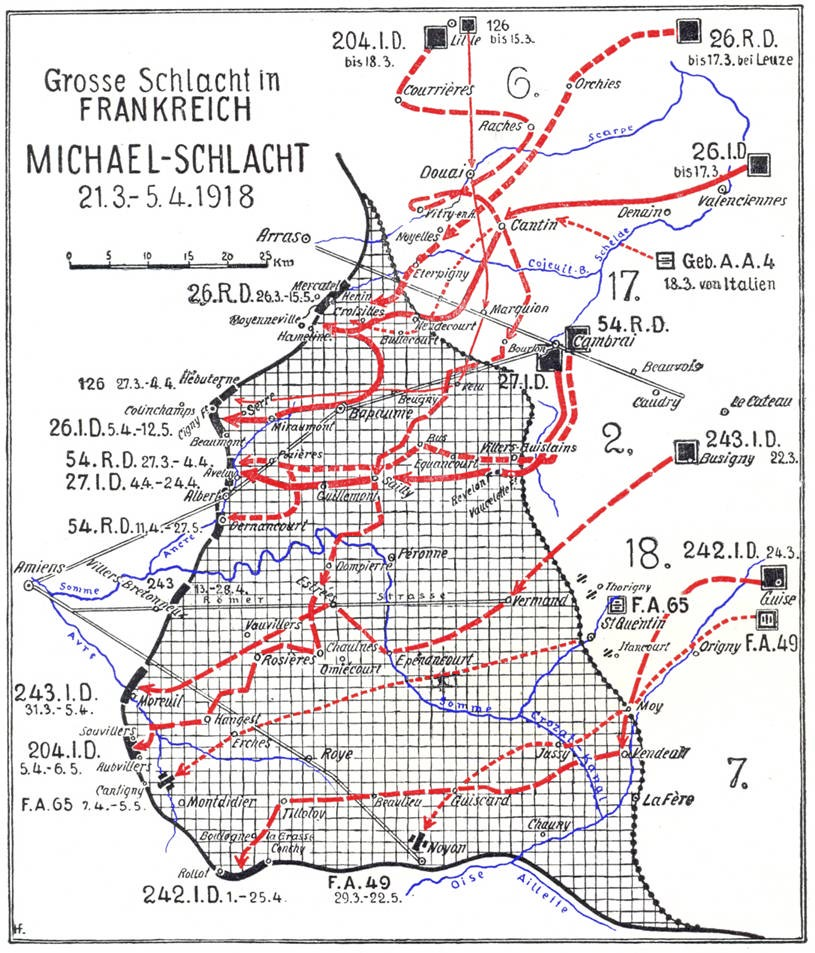
Los distintos movimientos de las divisiones alemanas durante la ofensiva.

Los ejércitos atacantes se extendieron a lo largo de un frente de 69 kilómetros entre Arrás, St. Quentin y La Fère. Ludendorff había reunido una fuerza de 74 divisiones, 6 600 armas, 3 500 morteros y 326 aviones de combate, divididos entre el 17.° Ejército (Otto von Below), el 2.° Ejército (Georg von der Marwitz) de Heeresgruppe Kronprinz Rupprecht (Grupo de Ejércitos Rupprecht de Baviera) y el 18.º Ejército (General Oskar von Hutier), parte de Heeresgruppe Deutscher Kronprinz (Grupo de Ejércitos Príncipe Heredero alemán) y el 7.º Ejército. El peso principal del ataque fue entre Arrás y unos pocos kilómetros al sur de San Quintín, donde el 18.º Ejército tenía 27 divisiones. Cuarenta y cuatro divisiones se asignaron a la Operación Michael y se denominaron divisiones móviles, que se desarrollaron con toda su fuerza en mano de obra y equipos. Se transfirieron hombres mayores de 35 años, se agregó una unidad de ametralladoras, apoyo aéreo y una unidad de comunicaciones a cada división y se reacondicionaron las ramas médicas y de suministros, pero no se pudo remediar la escasez crónica de caballos y forraje. Alrededor de año nuevo, las divisiones móviles fueron retiradas para entrenarse en la última doctrina de ataque alemana.
El entrenamiento enfatizó el avance rápido, el silenciamiento de las ametralladoras y el mantenimiento de la comunicación con la artillería, para asegurar que la infantería y la andanada se movieran juntas. La infantería recibió ametralladoras ligeras, morteros y granadas de fusil y recibió entrenamiento intensivo. Treinta divisiones fueron entrenadas en las nuevas tácticas, pero tenían una escala menor de equipamiento que las divisiones de élite y el resto fueron despojados de material para suministrarlos, renunciando a la mayoría de sus animales de tiro restantes. En el norte, dos ejércitos alemanes atacarían a ambos lados del saliente Flesquières, creado durante la Batalla de Cambrai. El 18.º Ejército, transferido del Frente Oriental, planeó su ataque a ambos lados de San Quintín, para dividir a los ejércitos británico y francés. Los dos ejércitos del norte atacarían la posición británica alrededor de Arrás, antes de avanzar hacia el noroeste para cortar el BEF en Flandes. En el sur, tenía la intención de llegar al Somme y luego mantener la línea del río contra cualquier contraataque francés; el avance del sur se extendió para incluir un avance a través del Somme.

### Preparativos de defensa británicos
En el norte, el Tercer Ejército (general Julian Byng) defendió el área desde Arrás hacia el sur hasta el saliente de Flesquières. Al sur, el Quinto Ejército (general Hubert Gough) mantuvo la línea hasta el cruce con los franceses en Barisis. El Quinto Ejército tenía el frente más largo del BEF, con doce divisiones y tres divisiones de caballería, 1 650 cañones, 119 tanques y 357 aviones. Una división británica promedio en 1918 consistía en 11 800 hombres, 3 670 caballos y mulas, 48 piezas de artillería, 36 morteros, 64 ametralladoras pesadas Vickers, 144 ametralladoras ligeras Lewis, 770 carros y carretas, 360 motocicletas y bicicletas, 14 camiones, automóviles y 21 ambulancias motorizadas.
En el resumen semanal de inteligencia del 10 de marzo de 1918, la inteligencia británica predijo una ofensiva alemana en la zona de Arrás–St. Quentin basada en fotografías de reconocimiento aéreo y el testimonio de desertores; la predicción se reiteró en el resumen siguiente del 17 de marzo. Los aviones aliados habían fotografiado los preparativos alemanes, se habían construido nuevos caminos de suministro y los cráteres de los proyectiles se habían convertido en baterías de mortero de trinchera ocultas. Se habían visto transportes motorizados y tirados por caballos muy cargados que se dirigían a St. Quentin desde el este, y en la distancia se observó a oficiales alemanes que estudiaban las líneas británicas. Los británicos respondieron con bombardeos nocturnos de la línea del frente alemán, áreas traseras y posibles áreas de reunión. Unos días antes del ataque, dos desertores alemanes se deslizaron por tierra de nadie y se rindieron a la 107.° Brigada. Hablaron de tropas, baterías de artillería y morteros de trinchera que se concentraban en el frente alemán. Informaron de morteros de trincheras en masa directamente frente a las líneas de la 36.ª División para el corte de cables y un bombardeo de artillería, que duró varias horas, como preliminar a un ataque de infantería. Durante la noche del 20 de marzo, las tropas de la 61.ª División (2.° South Midland) realizaron una incursión en las posiciones alemanas y tomaron más prisioneros, quienes les dijeron que la ofensiva se lanzaría a la mañana siguiente.
En el momento del ataque, las defensas del Quinto Ejército aún estaban incompletas. La zona trasera existía solo como marcas de contorno, mientras que la zona de batalla consistía en "reductos" del batallón que no se apoyaban mutuamente y eran vulnerables a la infiltración de tropas alemanas entre ellos. Los británicos ordenaron un bombardeo intermitente de las líneas alemanas y las posibles áreas de reunión a las 03:30 y una descarga de gas en el frente de la 61.ª División. A las 04:40 comenzó un gran bombardeo alemán a lo largo de todo el frente del Quinto Ejército y la mayor parte del frente del Tercer Ejército.

## Batallas

### Batalla de San Quintín, 21–23 de marzo

#### Día 1, 21 de marzo
El bombardeo de artillería comenzó a las 04:35 con una intensa descarga alemana abierta en posiciones británicas al suroeste de San Quintín por una profundidad de 4 a 6 km. A las 04:40 comenzó un fuerte bombardeo alemán a lo largo de un frente de 60 km. Los morteros de trinchera, el gas mostaza, el gas cloro, el gas lacrimógeno y las latas de humo se concentraron en las trincheras delanteras, mientras que la artillería pesada bombardeó las zonas traseras para destruir la artillería aliada y las líneas de suministro. Se dispararon más de 3,5 millones de proyectiles en cinco horas, alcanzando objetivos en un área de 400 km² en el bombardeo más grande de la guerra, contra el Quinto Ejército, la mayor parte del frente del Tercer Ejército y algunos del frente del Primer Ejército hacia el norte. La línea del frente sufrió graves daños y las comunicaciones se cortaron con la zona trasera, que se vio gravemente interrumpida.
Cuando el asalto de infantería comenzó a las 09:40, la infantería alemana tuvo un éxito mixto; los ejércitos 17.º y 2.º alemanes no pudieron penetrar en la zona de batalla el primer día, pero el 18.º Ejército avanzó más y alcanzó sus objetivos. El amanecer trajo una fuerte neblina matutina. A las 05:00, la visibilidad era de apenas 10 m en algunos lugares y la niebla fue extremadamente lenta en disiparse durante toda la mañana. La niebla y el humo del bombardeo hicieron que la visibilidad fuera pobre durante todo el día, lo que permitió que la infantería alemana se infiltrara profundamente detrás de las posiciones del frente británico sin ser detectados. Gran parte de la zona delantera cayó durante la mañana cuando la comunicación falló; se cortaron los cables telefónicos y los corredores lucharon por abrirse paso a través de la densa niebla y los fuertes bombardeos. El cuartel general fue cortado e incapaz de influir en la batalla.

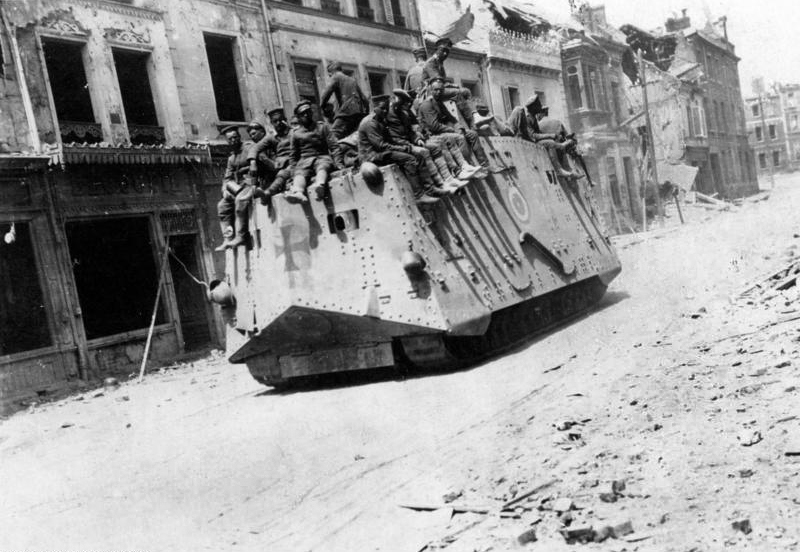
Un tanque alemán A7V en Roye, Somme, el 26 de marzo de 1918.

Alrededor del mediodía, las tropas alemanas irrumpieron al sudoeste de San Quintín, llegaron a la zona de batalla y a las 14:30 estaban a casi 3 km al sur de Essigny. Gough se mantuvo en contacto con los comandantes del cuerpo por teléfono hasta las 15:00 y luego los visitó por turno. En el Cuartel General del III Cuerpo ("Cuartel General"), autorizó una retirada detrás del canal Crozat, en el Cuartel General del XVIII Cuerpo se le informó que la zona de batalla estaba intacta y en el Cuartel General del XIX Cuerpo descubrió que la zona avanzada en cada flanco había sido capturada. Gough ordenó que el terreno se mantuviera el mayor tiempo posible pero que se retirara el flanco izquierdo para mantener el contacto con el VII Cuerpo. La 50.ª División fue ordenada a avanzar como refuerzo para el día siguiente. En el frente del VII Cuerpo, Ronssoy había sido capturado y la 39.ª División estaba adelantada; en el resto del frente, las divisiones 21.ª y 9.ª mantenían sus posiciones y habían preservado el vínculo con el V Cuerpo del Tercer Ejército en el saliente de Flesquières, al norte. La zona avanzada del Quinto Ejército, era la única área donde las defensas se habían completado y capturado. La mayoría de las tropas en la zona fueron tomadas prisioneras por los alemanes que avanzaron sin ser vistos en la niebla; las guarniciones en las diversas fortalezas y reductos habían sido rodeadas. Muchas partidas infligieron grandes pérdidas a los alemanes, a pesar de los ataques en sus trincheras con lanzallamas. Algunas unidades rodeadas se rindieron una vez cortadas, después de quedarse sin municiones y haber tenido muchas bajas; otros lucharon hasta el último hombre.
En la zona del Tercer Ejército, las tropas alemanas irrumpieron durante la mañana, a lo largo de la carretera Cambrai-Bapaume en el área de Boursies-Louverval y a través de las débiles defensas de la 59.ª División cerca de Bullecourt. Al final del día, los alemanes habían atravesado la zona delantera británica y habían entrado en la zona de batalla en la mayor parte del frente de ataque y habían avanzado a través de la zona de batalla, en el flanco derecho del Quinto Ejército, desde Tergnier en el río Oise a Seraucourt-le-Grand. Al sudoeste de St. Quentin, en el área de la 36.ª División, el noveno registro del diario de guerra de los Fusileros irlandeses señaló que hubo muchas bajas, se perdieron tres batallones de la zona delantera y tres batallones en la zona de batalla se redujeron a 250 hombres cada uno, dejando solo los tres batallones de reserva relativamente intactos. Las bajas en la división del 21 al 27 de marzo fueron 6 109, siendo el día más costoso el 21 de marzo.
Gough ordenó una retirada de la lucha para ganar tiempo para que los refuerzos lleguen a su ejército. A medida que los británicos retrocedían, las tropas en los reductos lucharon, con la esperanza de que fueran relevados por los contraataques o para imponer la demora máxima a los atacantes alemanes. El ala derecha del Tercer Ejército también se retiró, para evitar ser flanqueado. La niebla de la mañana había retrasado el uso de los aviones, pero al final del día, 36 escuadrones de la Royal Flying Corps habían entrado en acción y reportaron haber perdido 16 aviones y tripulación, mientras derribaron 14 aviones alemanes; los registros alemanes muestran 19 y 8 pérdidas. El primer día de la batalla había sido costoso para los alemanes, que habían sufrido cerca de 40 000 bajas, un poco más de lo que infligieron en el BEF. El ataque en el norte no logró aislar el saliente de Flesquières, que había sido retenido por la 63.ª División y el peso de la ofensiva alemana se incrementó en el sur, donde el 18.º Ejército recibió seis nuevas divisiones.

#### Día 2, 22 de marzo

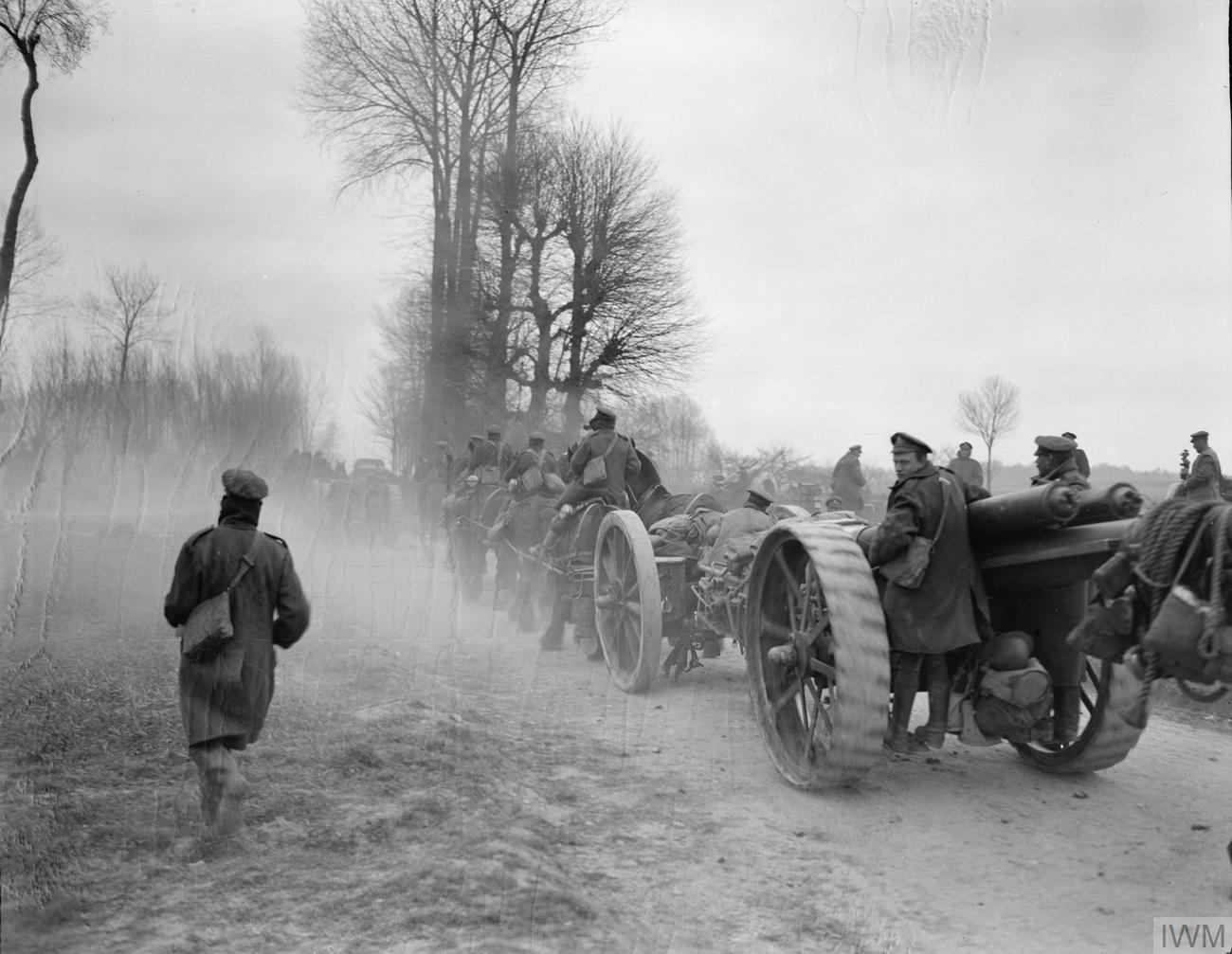
Operación Michael: tropas británicas se retiran en 1918.

En el segundo día de la ofensiva, las tropas británicas continuaron retrocediendo, perdiendo sus últimos puntos de apoyo en la línea de frente original. La niebla espesa impidió las operaciones y no se dispersó hasta la tarde. Se produjeron enfrentamientos aislados cuando los alemanes avanzaron y los británicos mantuvieron sus puestos, a menudo sin saber quién estaba a ambos lados de ellos. El control de la brigada y el batallón sobre los eventos estuvo ausente. Fue un día de acciones obstinadas y a menudo heroicas por parte de pelotones, secciones e incluso individuos aislados de sus camaradas por la naturaleza fragmentada de la batalla y la falta de visibilidad. El mayor peligro que enfrentaron los británicos el 22 de marzo fue que los ejércitos tercero y quinto pudieran separarse. Byng no ordenó una retirada del saliente de Flesquières, que su ejército había ganado a tal costo y Haig le ordenó que se mantuviera en contacto con el Quinto Ejército, incluso si eso requería una mayor retirada; aquel día también vio a las primeras tropas francesas entrar en batalla en el flanco sur.
Pequeñas partidas de tropas británicas lucharon para retrasar las acciones, para permitir que los que estaban en su retaguardia alcanzaran nuevas posiciones defensivas. Algunos batallones británicos continuaron resistiendo en la zona de batalla y retrasaron el avance alemán, incluso lograron retirarse en el último momento. En l'Épine de Dallon, el segundo batallón de Wiltshire resistió hasta las 14:30 y en "Manchester Hill", la guarnición de los 16 Manchesters comandados por el teniente coronel Wilfrith Elstob, lucharon hasta que fue asesinado a las 16:30. Directamente a su retaguardia fue el "Reducto Stevens", del 2º Batallón del Regimiento de Bedfordshire, al que se retiraron los supervivientes. El reducto fue reforzado por dos compañías del 18.º Rey y atacado desde todos los lados después de que las unidades en los flancos habían sido rechazadas. A los Bedfords se les ordenó retirarse justo cuando se les acababa la munición y se retiraron a través de las líneas de la 20.ª División, habiendo perdido la mitad de su número.
La retirada más larga se realizó en el área del XVIII Cuerpo, donde el comandante del cuerpo, el general Ivor Maxse, parecía haber malinterpretado una orden de Gough para una retirada de combate si era necesario, lo que significaba que el cuerpo debería volver al Somme. Los alemanes llevaron artillería pesada a Artemps al amparo de la niebla de la mañana, lo que obligó a los batallones restantes de la 109.ª Brigada (36.ª División) a retirarse para unirse a la 108.ª Brigada en Happencourt. El resultado del malentendido entre Gough y Maxse y las diferentes interpretaciones de mensajes retumbantes y órdenes escritas, fue que la 36.ª División se retiró a Sommette-Eaucourt en la orilla sur del Canal de San Quintín, para formar una nueva línea de defensa. Esto requirió que la División cruzara el Canal en Dury. La retirada durante el día a la línea Verde, a lo largo de casi 14 km, se completó gradualmente, con la ayuda de la defensa del reducto Ricardo cuya guarnición no se rindió a las 16:40. Durante el retiro, los ingenieros volaron los puentes a través del Canal entre Ham y Ollezy, pero el puente del ferrocarril en Pithon sufrió daños menores. Los alemanes pronto cruzaron el río y avanzaron hasta 15 kilómetros hasta el canal de Crozat.

#### Día 3, 23 de marzo
Temprano en la mañana del sábado 23 de marzo, tropas alemanas rompieron la línea en el sector de la 14.ª División en el Canal de San Quintín en Jussy. La 54.ª Brigada mantenía la línea directamente hacia el sur e inicialmente desconocía su situación, ya que sin saberlo estaban siendo flanqueados y rodeados. La historia de la 54.ª Brigada registra que "el clima seguía favoreciendo a los alemanes. La niebla era espesa sobre los ríos, canales y pequeños valles, de modo que podía traer nuevas masas de tropas invisibles". En la confusión, el Cuartel General de la Brigada trató de establecer lo que sucedía alrededor de Jussy y, al final de la mañana, los británicos se estaban retirando frente a las tropas alemanas que habían cruzado el Canal Crozat en muchos puntos. Todas las líneas de defensa habían sido invadidas y no quedaba nada para detener el avance alemán; durante el día cayeron Aubigny, Brouchy, Cugny y Eaucourt.
El teniente Alfred Herring del 6.º Batallón de Northamptonshire en la 54.ª Brigada, a pesar de nunca haber estado en batalla antes, lideró un pelotón pequeño y no probado como parte de un contraataque realizado por tres compañías, contra las tropas alemanas que habían capturado el Puente Montagne en el Canal Crozat. El puente fue recapturado y retenido durante doce horas antes de que Herring fuera capturado con los restos de su pelotón.
Los restos del 1/1 Regimiento de Hertfordshire se retiraban a través de los bordes más meridionales del campo de batalla de Somme en 1916 y, en la mañana del 24 de marzo, solo quedaban ocho oficiales y alrededor de 450 hombres. El diario de guerra decía:

Antes del amanecer, el Bn marchó a BUSSU y cavó apresuradamente en el lado este de la aldea. Cuando ambos flancos quedaron expuestos, el Bn se retiró a una línea de trincheras que cubría el camino PERONNE-NURLU. Después de cubrir el Regimiento 4/5 Black Watch a la izquierda, el Bn se retiró a la línea ST. DENNIS que fue muy obstinadamente defendida. El Bn luego se retiró con dificultad a la línea que protege la carretera PERONNE-CLERY con el resto de la 116.ª Inf. Bde para cubrir el retiro de la 117.ª y 118.ª Inf. Bdes Cuando esto se logró con éxito bajo el fuego de ametralladoras muy hostigador del enemigo, el Bn se conformó con el retiro general en la aldea CLERY donde se concentró. Los restos del Bn defendieron una línea de trincheras entre el pueblo y corriendo hacia el río SOMME.
1/1 diario de guerra de Herts, 23 de marzo de 1918

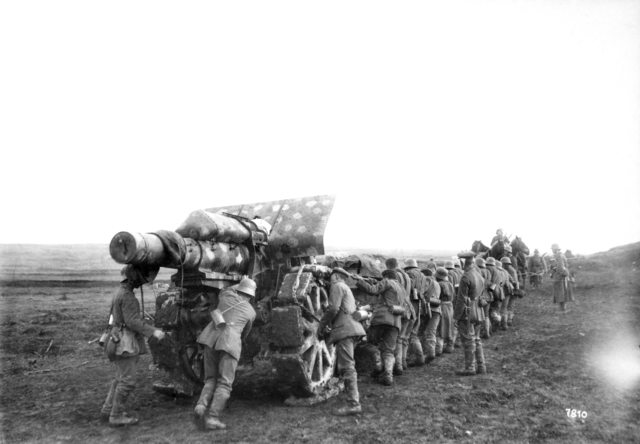
Equipo de un 21 cm Mörser 16 moviéndose cerca de Ham.

Ludendorff emitió una directiva para la "continuación de las operaciones tan pronto como se haya alcanzado la línea Bapaume–Peronne–Ham: el 17.º Ejército atacará vigorosamente en dirección a Arrás–St Pol, ala izquierda en Miraumont (7 km al oeste de Bapaume). El 2.º Ejército tomará Miraumont–Lihons (cerca de Chaulnes) como dirección de avance. El 18.º Ejército, escalonado, tomará Chaulnes–Noyon como dirección de avance y enviará fuerzas fuertes a través de Ham". El 17.º Ejército debía enrollar las fuerzas británicas hacia el norte y el 2.º Ejército atacaría al oeste a lo largo del Somme, hacia el vital centro ferroviario de Amiens. El décimo octavo ejército se dirigiría hacia el sudoeste, destruyendo refuerzos franceses en su línea de marcha y amenazando los acercamientos a París en la Segunda Batalla de Picardía (2e Bataille de Picardie). El avance había sido costoso y la infantería alemana comenzaba a mostrar signos de agotamiento; surgieron dificultades de transporte, los suministros y mucha artillería pesada se quedaron atrás del avance.

### Acciones en los cruces del Somme, 24–25 de marzo

#### Día 4, 24 de marzo
Por ahora, la línea del frente estaba muy fragmentada y muy fluida, ya que los restos de las divisiones del Quinto Ejército luchaban y se movían en cuerpos pequeños, a menudo compuestos por hombres de diferentes unidades. Las unidades alemanas avanzaron de manera irregular y algunas unidades británicas terminaron bajo el mando francés hacia el sur o detrás de las líneas enemigas hacia el este, haciendo casi imposible las tareas logísticas del cuerpo y el personal de división. El historiador oficial, general de brigada Sir James E. Edmonds escribió:

Después de tres días de batalla, con cada noche en marcha u ocupada en la selección y reorganización de las unidades, las tropas, tanto alemanes como británicos, estaban cansados casi hasta el límite de la resistencia. La tensión física y mental de la lucha contra probabilidades abrumadoras, las grandes pérdidas y los rumores siniestros que abundaban, contribuyeron a deprimir la moral.

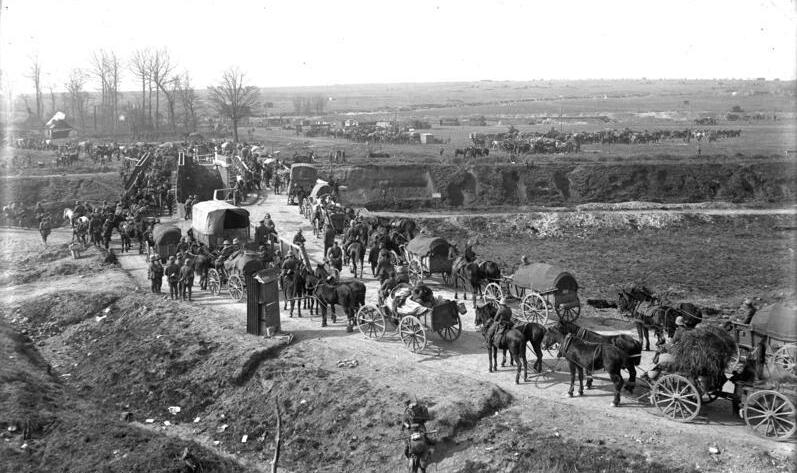
Una columna de suministro alemana avanza cerca de Étricourt-Manancourt, el 24 de marzo.

La 109.ª Brigada planeó un contraataque en las primeras horas del 24 de marzo, pero antes del amanecer las tropas alemanas entraron en Golancourt, justo al noroeste de Villeselve, por lo que las tropas británicas se vieron obligadas a permanecer en sus posiciones defensivas. El frente corría más o menos entre Cugny y el sur de Golancourt. Un ejemplo de la condición de muchas unidades británicas fue la 54.ª Brigada de la 18.ª División, donde al anochecer del 23 de marzo, los Batallones 7.º de Bedfordshire y 6.º de Northamptonshire tenían cerca de 206 hombres cada uno y el 11.º Fusileros Reales tenían 27 hombres, que se reorganizaron apresuradamente y luego tomaron el puesto en el bosque al norte de Caillouel a las 10:00. La batalla continuó durante toda la mañana a lo largo de todo el frente y a las 11:00 se ordenó a los restos de la 14.ª División retirarse más al sur a la ciudad de Guiscard. Una serie de pequeños ataques alemanes desalojaron a las tropas británicas agotadas poco a poco y las brechas en el frente creadas por esta retirada escalonada fueron explotadas por los alemanes. La 54.ª Brigada fue flanqueada lentamente por los ataques del noreste y noroeste, la brigada volvió a caer en Villeselve y fue fuertemente bombardeada por la artillería alemana alrededor de las 12:00. Las tropas británicas, apoyadas por la infantería francesa, intentaron mantener la línea, pero los franceses recibieron órdenes de retirarse, dejando expuesto el flanco británico; los británicos se retiraron con los franceses y retrocedieron por Berlancourt hasta Guiscard. La 54.ª Brigada ordenó el retiro de lo que quedaba de sus batallones a Crepigny y a las 03:00 el 25 de marzo se escabulleron al amparo de la oscuridad a Beaurains. Más al norte, el diario de guerra del 1.º de Hertfordshires decía:

Después de un intenso bombardeo de nuestras trincheras, el enemigo atacó con todo. El Bn, después de intensos combates, se retiró a una cresta frente al CAMINO DE MADERA FEVILLERS-HEM. Aquí el Bn perdió a su oficial al mando, teniente coronel E. C. M. PHILLIPS, de quien, hasta el momento de escribir, no se sabe nada. Por la noche, el Bn recibió órdenes de retirarse a través de la División 35 a MARICOURT, donde el Bn pasó la noche.
Diario de guerra de 1/1 Herts, 24 de marzo de 1918

Al caer la noche, los británicos habían perdido la línea del Somme, a excepción de un tramo entre el Omignon y la Tortille. Los combates y retiros ante la presión incesante del 2.º Ejército llevaron a la derecha del Tercer Ejército a ceder terreno mientras intentaba mantener el contacto con el flanco izquierdo del 5.º Ejército.

### Primera Batalla de Bapaume, 24–25 de marzo

#### Día 4, 24 de marzo
A última hora de la tarde del 24 de marzo, después de soportar bombardeos incesantes, Bapaume fue evacuado y luego ocupado por las fuerzas alemanas al día siguiente. El historiador oficial británico, general de brigada Sir James E. Edmonds, escribió:

Todo el Tercer Ejército había vuelto atrás, girando a su izquierda, de modo que, aunque el VI y XVII Cuerpo estaban poco detrás de sus posiciones del 21 de marzo, la derecha del V Cuerpo se había retirado a 27 km. La nueva línea, que consta en parte de trincheras viejas y en parte poco profundas excavadas por los propios hombres, comenzó en Curlu en Somme y pasó por lugares conocidos en la batalla de Somme, Bazentins y High Wood, y luego se extendió hacia el norte hasta Tapiz. Era, en su mayor parte, continua, pero rota e irregular en el centro donde algunas partes estaban por delante de otras; y en realidad había muchas brechas... Además, los hombres de los cuerpos derecho y central... estaban casi exhaustos debido al hambre y la falta prolongada de sueño.

Después de tres días, la infantería se agotó y el avance se estancó, ya que se hizo cada vez más difícil mover artillería y suministros sobre el campo de batalla de Somme de 1916 y el páramo de la retirada alemana de 1917 a la línea Hindenburg. Las tropas alemanas también habían examinado los vertederos de suministros británicos abandonados, lo que causó cierta desesperación, cuando las tropas alemanas descubrieron que los Aliados tenían mucha comida a pesar de la campaña de submarinos, con lujos como el chocolate e incluso el champán cayendo en sus manos. Nuevas tropas británicas habían sido llevadas rápidamente a la región y fueron trasladadas hacia el vital centro ferroviario de Amiens.
El avance alemán había ocurrido justo al norte de la frontera entre los ejércitos francés y británico. El nuevo enfoque del ataque alemán estuvo cerca de dividir a los ejércitos británico y francés. A medida que los británicos se vieron obligados a ir más al oeste, la necesidad de refuerzos franceses se hizo cada vez más urgente. En su entrada en el diario del 24 de marzo, Haig reconoció pérdidas importantes, pero obtuvo consuelo de la resistencia de las acciones de retaguardia británicas,

Por la noche, el enemigo había llegado a Le Transloy y Combles. Al norte de Le Transloy nuestras tropas tuvieron una dura lucha; las divisiones 31.ª, Guardias, 3.ª, 40.ª y 17.ª han rechazado los ataques pesados y se han mantenido firmes.

A última hora de esa noche, Haig (después de cenar con el general Byng cuando instó al Tercer Ejército a "aguantar... a toda costa") viajó a Dury para encontrarse con el comandante en jefe francés, el general Philippe Pétain, a las 23:00. A Pétain le preocupaba que el Quinto Ejército británico fuera golpeado y que la "principal" ofensiva alemana estaba a punto de lanzarse contra las fuerzas francesas en Champaña. Pétain estaba bajo una enorme presión de su gobierno para salvaguardar París, que estaba bajo el bombardeo de artillería alemana de largo alcance. El 24 de marzo, informó a Haig que el ejército francés se estaba preparando para retroceder hacia Beauvais para proteger París si el avance alemán continuaba. Esto crearía una brecha entre los ejércitos británico y francés y obligaría a los británicos a retirarse hacia los Puertos del Canal; Haig envió un telegrama a la Oficina de Guerra para solicitar una conferencia aliada.

#### Día 5, 25 de marzo
Los movimientos del 25 de marzo fueron extremadamente confusos y los informes de diferentes batallones y divisiones son a menudo contradictorios. El relato de un oficial no identificado de sus desmoralizantes experiencias ese día se cita en la historia oficial británica:

Lo que queda en mi memoria de este día es la toma constante de nuevas posiciones, seguido de órdenes constantes de retiro, bloqueos terribles en las carreteras, incapacidad para encontrar a alguien en cualquier lugar; excediendo la buena suerte, casi libre de bombardeos, la ausencia total de alimentos de cualquier tipo, excepto lo que se puede recoger de los vertederos abandonados.

Un cañón BL 60 británico disparando cerca de La Boisselle el 25 de marzo.

El foco de la lucha se desarrolló al norte de la 54.ª Brigada, que ahora se unía a los franceses y a los supervivientes de la 18.ª División, que apenas podían criar suficientes hombres para formar una pequeña Brigada. A las 10:00 del día 25, el flanco izquierdo de los séptimos Bedfordshires quedó nuevamente expuesto cuando los franceses que los rodeaban se retiraron, por lo que se ordenó otro retiro. Se retiraron de regreso a Mont du Grandu más al sur y lejos del Quinto Ejército británico. El mediodía los vio en una posición más fuerte hasta que la artillería francesa y las ametralladoras abrieron fuego contra ellos, confundiéndolos con alemanes, obligándolos a retirarse a las tierras altas al oeste de Grandu.
Las tropas restantes de la 36.ª División recibieron la orden de retirarse y reorganizarse. Para dar apoyo a las tropas francesas que ahora mantienen el frente, emprendieron una marcha de 24 kilómetros al oeste. Alrededor del mediodía, se detuvieron por unas horas de descanso cerca de Avricourt. Mientras estaban allí recibieron órdenes de dirigirse a una nueva línea que se formaría entre Bouchoir y Guerbigny. Durante el día, los alemanes avanzaron rápidamente y las tropas aliadas y los civiles con carros y carros cargados llenaron las carreteras al sur y al oeste. Los alemanes pasaron por Libermont y por el Canal du Nord. Más al norte, la ciudad de Nesle fue capturada, mientras que al sudoeste de Libermont, las tropas alemanas enfrentaron a los franceses a lo largo de la carretera Noyon-Roye. Los 1/1.er Herts después de pasar la noche en Maricourt "marcharon de MARICOURT a INSAUNE. La marcha continuó después del desayuno cruzando el río SOMME en CAPPY hasta CHUIGNOLLES, donde el Bn se reorganizó y pasó la noche". (Diario de guerra 1/1 Herts, 25 de marzo de 1918).

Se recibieron más órdenes a las 15.00 para trasladarse a Varesnes en la orilla sur del río Oise, pero mientras estaban en ruta fueron rechazadas con órdenes sorpresa para contraatacar y retomar una aldea llamada Babouef. Por lo tanto, la Brigada desgastada por la guerra que había estado luchando y marchando durante cuatro días de castigo estuvo a punto de enfrentarse y alejarse al ataque con un entusiasmo que es increíble. Por derecho, la Brigada debería haber sido incapaz de la acción, sin embargo, aquellos citados como presentes comentan que fue el evento más memorable de toda la acción de retaguardia. A las 17.00, con los Fusileros a la derecha, los Bedfords a la izquierda y los Northamptons en reserva, la Brigada se formó con la carretera Babouef a Compeigne a su derecha y el borde sur de los bosques sobre Babouef a su izquierda. Los alemanes no esperaban un contraataque británico, pensando que no había más que unidades francesas desiguales en su área, por lo que se sorprendieron con la llegada de tres pequeños pero decididos batallones británicos. Ofrecieron poca resistencia y muchos alemanes cayeron en la lucha cuerpo a cuerpo que duró alrededor de 20 minutos antes de que la aldea estuviera asegurada y el enemigo restante, que podía escapar, huyera. Diez ametralladoras y 230 prisioneros alemanes fueron tomados con bajas muy leves registradas por la Brigada; una hazaña increíble de cualquier forma que la veas. Se adentraron en el lado alemán de la aldea entre los campos de maíz y se instalaron para pasar la noche. Incluso se plantearon los ejercicios de cocción y la idea de una noche tranquila dio a los hombres exhaustos la posibilidad de librarse del estrés extremo que habían sufrido en los últimos cinco días. Desafortunadamente, su descanso no duró mucho.

El Real Cuerpo Aéreo (RFC) realizó vuelos a baja altitud para ametrallar y bombardear objetivos terrestres e impedir el avance alemán. El 25 de marzo, estuvieron particularmente activos al oeste de Bapaume. Las acciones de retaguardia de la caballería en el Tercer Ejército frenaron el avance alemán, pero a las 18:00 Byng había ordenado una retirada más allá del Ancre. Durante la noche del 25 de marzo, los hombres del Tercer Ejército alcanzaron sus posiciones, pero en el proceso aparecieron brechas, la mayor de más de 6 km entre el Cuerpo V y el VI. Sir Henry Wilson, el Jefe del Estado Mayor Imperial, llegó al Cuartel General a las 11:00 el 25 de marzo, donde discutieron la posición de los ejércitos británicos sobre el río Somme. Haig quería al menos veinte divisiones francesas para ayudar a defender Amiens y entregó un mensaje para el primer ministro francés Georges Clemenceau. La Conferencia de Doullens tuvo lugar al día siguiente.

### Batalla de Rosières, 26–27 de marzo

#### Día 6, 26 de marzo

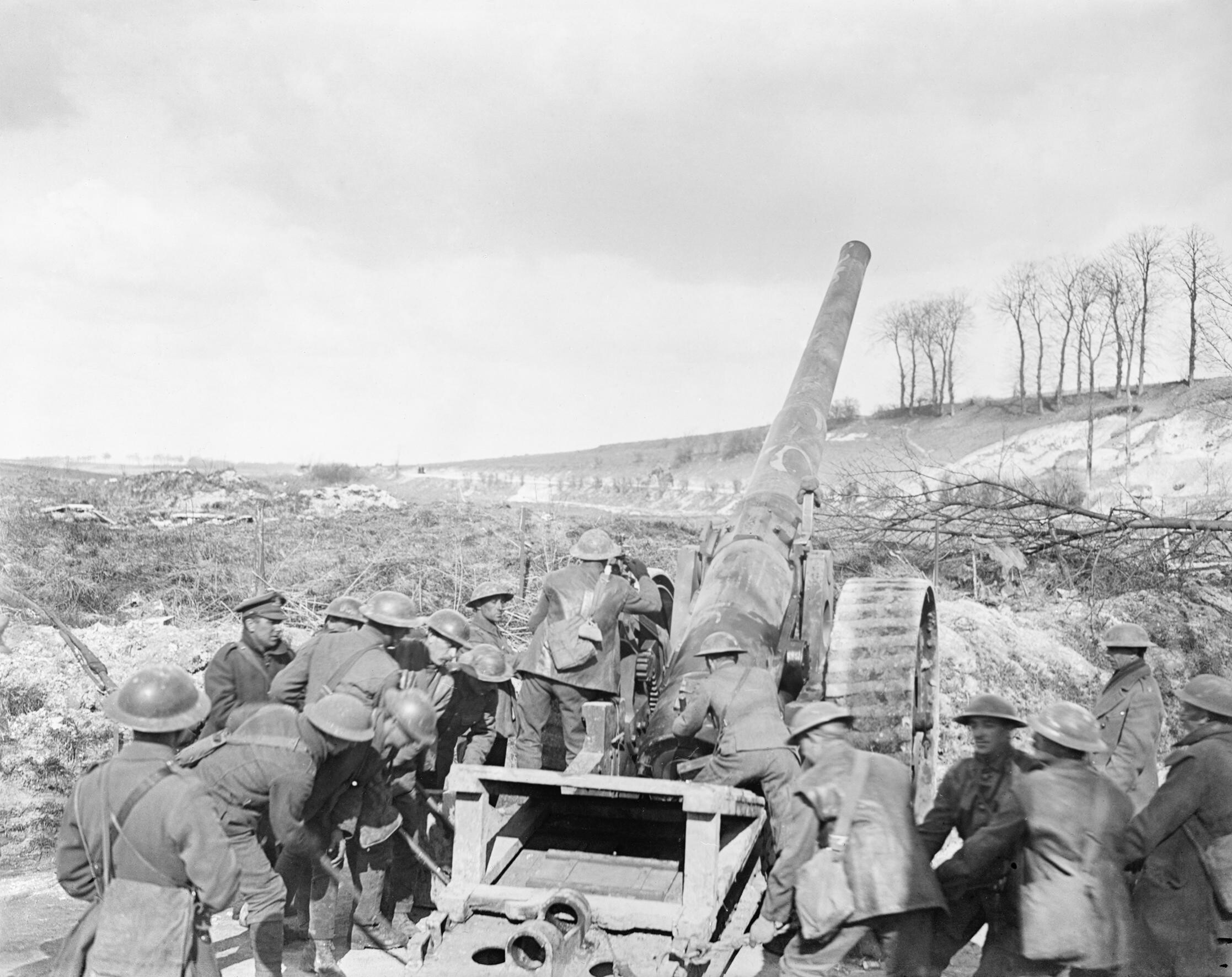
Artillería británica en el Ancre, 26 de marzo de 1918.

La conferencia aliada tuvo lugar el 26 de marzo en Doullens. Estuvieron presentes diez políticos y generales aliados de alto rango, incluidos el presidente francés, el primer ministro británico, el ministro de municiones Winston Churchill y los generales Philippe Pétain, Ferdinand Foch, Douglas Haig y Henry Hughes Wilson. El resultado de la reunión fue que al general Foch se le dio primero el mando en el frente occidental y luego se convirtió en generalísimo de las fuerzas aliadas. Se acordó mantener a los alemanes al este de Amiens y un número cada vez mayor de formaciones francesas reforzaría el Quinto Ejército, y eventualmente se haría cargo de grandes partes del frente al sur de Amiens.
Ludendorff emitió nuevas órdenes el 26 de marzo. Sus tres ejércitos recibieron objetivos ambiciosos, incluida la captura de Amiens y un avance hacia Compiègne y Montdidier, que cayó el 27 de marzo. Edmonds, el historiador oficial, señaló:

El 26 de marzo, la dirección general de los dos ejércitos de ataque alemanes del norte, el 2.º y el 17.º, todavía estaba al oeste; el 18.º Ejército abrió su límite norte a unas 10 km, al sur del Somme en Peronne, corriendo hacia el oeste, pero el sur cerca de Chauny, apuntando hacia el suroeste.

Al norte, el

El 17.° Ejército... se encontró con una resistencia muy determinada, pero se esperaba, con la ayuda del 2.° Ejército en el sur, que no había encontrado tanta oposición, y de nuevos ataques: "Marte" y "Valkiria" ... en el norte [hacia Arrás] que el 17.º podría volver a ponerse en marcha.

Un espacio en la línea británica cerca de Colincamps fue mantenido por elementos recién llegados de la División de Nueva Zelanda que se habían movido a la línea Hamel-Serre para cerrar la brecha. Fueron asistidos por tanques británicos Whippet que eran más ligeros y más rápidos que los Mark IV. Esta fue su primera vez en acción. Alrededor de las 13:00, "doce Whippets del 3er Batallón de Tanques aparecieron repentinamente de Colincamps, a los que habían llegado al mediodía, y donde solo había dos puestos de infantería de la 51.ª División. Desbloqueando desde el extremo norte de la aldea, produjeron un efecto instantáneo. Unos trescientos enemigos, a punto de entrar por el este, huyeron en pánico. Otros, encontrando su retirada interrumpida, se rindieron ante alguna infantería de la 51.ª División..." A pesar de este éxito, la presión alemana sobre el flanco sur de Byng y los malentendidos de comunicación dieron como resultado la retirada prematura de las unidades de Bray y el abandono de los cruces de Somme hacia el oeste. Al sur del Somme, los Hert 1/1 fueron:

...movidos a través de CHUIGNES a una línea frente a la carretera CHUIGNES-FOUCACOURT que apoyo a las Brigadas 117.ª y 118.ª. Después de cubrir su retiro, el Bn peleó una serie de acciones de retaguardia en las numerosas crestas frente al pueblo de CHUIGNOLLES. Por la tarde, el Bn ocupó el camino PROYART-FROISSY. Se dieron órdenes para que el Bn se retirara detrás de PROYART, hacia el camino FOUCACOURT-MANOTTE.
1/1 Diario de guerra de Herts, 26 de marzo de 1918

Las fuerzas francesas en el extremo derecho (sur) de la línea bajo el mando del general Fayolle fueron derrotados y retrocedieron ante la prolongada lucha; aparecieron brechas serias entre los grupos en retirada.

Del frente entre el Oise y el Somme, los franceses tenían 29 km y los británicos 31 km. Era en su mayor parte una línea continua;; pero hubo un espacio de 5 km entre la izquierda francesa en Roye y la derecha del XIX Cuerpo en Fransart... Para llenar el vacío, estaban disponibles los restos de las cuatro divisiones, la 20.ª, 36.ª, 30.ª y 61.ª, del XVIII Cuerpo. Este general Maxse había dado instrucciones de reunirse al noroeste de Roye, para mantener la conexión entre el Cuerpo de Robillot y el XIX Cuerpo y para asegurarse de que si los Ejércitos Aliados se separaran, el XVIII Cuerpo aún podría permanecer con el Quinto Ejército.

La mayor parte de la 36.ª División había llegado a sus nuevas líneas alrededor de las 02:00 del 26 de marzo, y pudieron dormir durante unas seis horas, el sueño continuo más largo que tuvieron en seis días, mientras las tropas alemanas ocupaban Roye. Los noveno Fusileros irlandeses estaban muy lejos del resto de la División, retrasados por su acción al norte de Guiscard la noche anterior y su retirada fue una marcha nocturna continua de 50 kilómetros desde Guiscard a Erches, a lo largo de la carretera Guerbigny-Bouchoir. Marcharon por la ruta a través de Bussy hasta Avricourt, luego a Tilloloy, Popincourt, Grivillers, Marquivillers y finalmente a través de Guerbigny a Erches, donde llegaron, completamente exhaustos, alrededor de las 11:00 del 26 de marzo. Las tropas alemanas que tomaron Roye durante las primeras horas de la mañana, continuaron avanzando en la línea Bouchoir-Guerbigny y a media mañana estaban en Andechy, a 5,6 km de la nueva línea británica.

#### Día 7, 27 de marzo
La ciudad de Albert fue abandonada durante la noche del 26 al 27 de marzo,

Con la opción de mantener la antigua posición en las alturas al este de Albert, en la margen izquierda del Ancre, o en las tierras altas al oeste de la ciudad devastada, se decidió adoptar el último rumbo. Las ruinas de Albert fueron abandonadas al enemigo.

La ciudad fue ocupada por tropas alemanas que saquearon papel de escribir, vino y otros artículos que encontraron. El 27 de marzo se produjeron una serie de acciones y movimientos complejos y continuos durante la batalla defensiva del XIX Cuerpo contra ataques incesantes alemanes desde el norte, este y noroeste alrededor de Rosières, a menos de 30 km al este de Amiens. Esto fue consecuencia del abandono precipitado de Bray y la sinuosa línea del río Somme, con sus importantes cabezas de puente hacia el oeste hacia Sailly-le-Sec, por el Tercer Ejército en la tarde del 26 de marzo. Los franceses perdieron el importante centro de comunicaciones de Montdidier el 27 de marzo.
El diario de guerra 1/1 Herts dice:

A los Bn que estaban en trincheras a ambos lados del camino se les ordenó avanzar en apoyo del 118.º Bde, quedando temporalmente unidos al 4/5.º Regimiento de Vigilancia Negra. Poco después de avanzar, se vio a las tropas británicas retirarse a la izquierda en grandes cantidades. En consecuencia, el Bn recibió la orden de avanzar hacia la izquierda y cubrir su retirada. Después de haber realizado esto hábilmente, el Bn se ajustó a la retirada general a una línea entre MORCOURT y la carretera FOUCACOURT–LAMOTTE. El Bn se juntó y se armó, luego atacó al enemigo y lo llevó de regreso a unos pocos cientos de metros de la aldea de MORCOURT.
1/1 Diario de guerra de Herts, 27 de marzo de 1918

### Primera Batalla de Arrás, 28 de marzo

#### Día 8, 28 de marzo

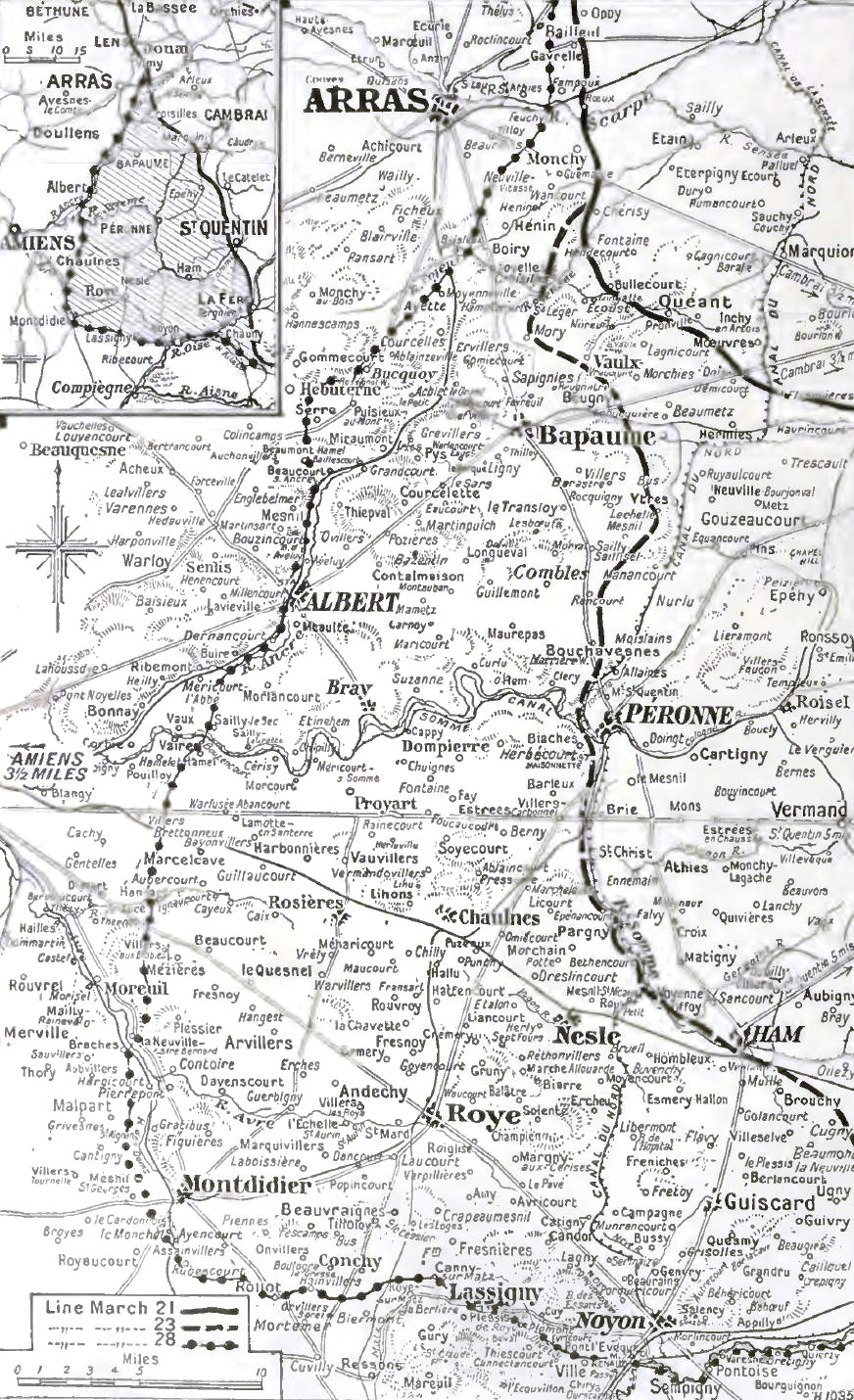
Avance alemán del 23 al 28 de marzo de 1918.

El foco del ataque alemán cambió nuevamente el 28 de marzo. El Tercer Ejército, alrededor de Arrás, sería el objetivo de la Operación Marte. Veintinueve divisiones atacaron al Tercer Ejército y fueron rechazados. Las tropas alemanas que avanzaban contra el Quinto Ejército, desde el frente original en San Quintín, habían penetrado unos 60 km en este momento, llegando a Montdidier. Rawlinson reemplazó a Gough, quien fue Stellenbosched (despedido) a pesar de haber organizado un retiro largo y razonablemente exitoso dadas las condiciones.

La ofensiva vio un gran error perpetrado en un distinguido comandante británico que no fue enderezado por muchos años. El Quinto Ejército de Gough se había dispersado en un frente de 68 km recientemente tomado del agotado y desmoralizado francés. La razón por la cual los alemanes no llegaron a París, como todas las leyes de estrategia que deberían haber hecho, fue el heroísmo del Quinto Ejército y su absoluta negativa a romper. Pelearon una acción de retaguardia de 61 km, disputando cada pueblo, campo y, en ocasiones, patio... Sin reservas y sin una línea fuertemente defendida en su retaguardia, y con ochenta divisiones alemanas contra quince británicos, el Quinto Ejército luchó contra la ofensiva del Somme para detenerse en el Ancre, sin retirarse más allá de Villers-Bretonneux.
Roberts

El ataque alemán contra el Tercer Ejército tuvo menos éxito que el ataque contra el Quinto Ejército. El 17.° ejército alemán al este de Arrás avanzó solo 3 km durante la ofensiva, en gran parte debido al bastión británico de la cresta Vimy, el ancla norte de las defensas británicas. Aunque Otto von Below hizo más progresos al sur de Arrás, sus tropas representaban una amenaza menor para el Tercer Ejército más fuerte que el Quinto Ejército, porque las defensas británicas al norte eran superiores y debido al obstáculo del viejo campo de batalla de Somme. Ludendorff esperaba que sus tropas avanzarían 8 km el primer día y capturarían la artillería de campo aliada. El dilema de Ludendorff era que las partes de la línea Aliada que más necesitaba romper también eran las mejor defendidas. Gran parte del avance alemán se logró rápidamente pero en la dirección equivocada, en el flanco sur, donde las defensas del Quinto Ejército eran más débiles. La Operación Marte se preparó apresuradamente, para tratar de ampliar la brecha en las líneas del Tercer Ejército, pero fue rechazada, logrando pocas bajas alemanas.
El diario de guerra de Herts dice:

La posición ganada se mantuvo obstinadamente contra todos los intentos enemigos de retomarla. En la mañana del día 28 se recibieron órdenes para una rápida evacuación de esta línea. El enemigo en este punto estaba en nuestra retaguardia en posesión de LAMOTTE, por lo que la retirada tuvo que hacerse rápidamente. El Bn mostró el mayor recurso durante esta peligrosa maniobra, perdiendo [sic] muy pocos hombres. El retiro tuvo lugar a la luz del día a través de HARBONNIERS & CAIX. En el último lugar, el Bn atacó al enemigo con éxito, pero luego recibió órdenes de retirarse en COYEUX, donde nuevamente se reunió en un contraataque en el que el oficial al mando fue herido. Durante el día se llevaron a cabo acciones de retaguardia a lo largo del lecho del río hasta IGNAUCOURT. Por la noche, el Bn entró en trincheras frente a AUBERCOURT.
Diario de guerra de 1/1 Herts, 28 de marzo de 1918

#### Día 9, 29 de marzo
El diario de guerra de Herts dice:

El enemigo permaneció bastante tranquilo excepto por el fuego de ametralladoras.
Diario de guerra de 1/1 Herts, 29 de marzo de 1918

#### Día 10, 30 de marzo
El último ataque general alemán se produjo el 30 de marzo. Von Hutier renovó su asalto a los franceses, al sur del nuevo saliente de Somme, mientras que von der Marwitz lanzó un ataque hacia Amiens (Primera Batalla de Villers-Bretonneux, 30 de marzo - 5 de abril). Se perdió algo de terreno británico, pero el ataque alemán estaba perdiendo fuerza rápidamente. Los alemanes habían sufrido bajas masivas durante la batalla, muchos en sus mejores unidades y en algunas áreas el avance se desaceleró, cuando las tropas alemanas saquearon los depósitos de suministros aliados.
El diario de guerra de Herts dice:

Hoy (30 de marzo) vimos al enemigo avanzar por el flanco derecho al otro lado del río LUCE. Muy pronto envolvió nuestras posiciones tanto con artillería como con ametralladoras. Esto fue seguido por un fuerte bombardeo y ataque enemigo en nuestro frente. Después de una obstinada resistencia, el Bn volvió a caer en el BOIS DE HANGARD, haciendo dos contraataques en el camino. (Comentario: el teniente John William CHURCH murió a causa de sus heridas y el teniente Angier Percy HURD fue asesinado el 30-3-18).
Diario de guerra de 1/1 Herts, 30 de marzo de 1918

### Batalla del Avre, 4 de abril de 1918

#### Día 14, 4 de abril
El último ataque alemán fue lanzado hacia Amiens. Llegó el 4 de abril, cuando quince divisiones atacaron siete divisiones aliadas en una línea al este de Amiens y al norte de Albert (hacia el río Avre). Ludendorff decidió atacar las defensas orientales más externas de Amiens centradas en la ciudad de Villers-Bretonneux. Su objetivo era asegurar esa ciudad y el terreno elevado circundante desde el cual los bombardeos de artillería podían destruir sistemáticamente Amiens y volverlo inútil para los Aliados. La lucha fue notable por dos razones: el primer uso de tanques simultáneamente por ambos bandos en la guerra y un contraataque nocturno organizado apresuradamente por las unidades australianas y británicas (incluida la ya agotada 54.ª Brigada) que volvió a capturar Villers-Bretonneux y detuvo el avance alemán. De norte a sur, la línea estaba en manos de la 14.ª División, el 35.º Batallón Australiano y la 18.ª División. Para el 4 de abril, la 14.ª División retrocedió bajo el ataque de la 228.ª División alemana. Los australianos rechazaron la 9.ª División de la Reserva Bávara y la 18.ª División Británica rechazó la División de la Guardia Alemana Ersatz y la 19.ª División en la Primera Batalla de Villers-Bretonneux.

### Batalla del Ancre, 5 de abril

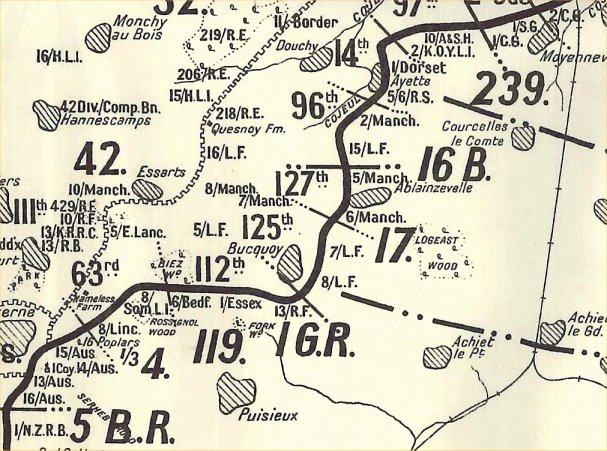
Mapa de situación, 5 de abril de 1918.

#### Día 15, 5 de abril
El intento de los alemanes de renovar la ofensiva el 5 de abril fracasó y, a primera hora de la mañana, los británicos habían forzado al enemigo a salir de todos los rincones de la ciudad, excepto del sureste. El progreso alemán hacia Amiens había alcanzado su punto más alejado hacia el oeste y Ludendorff terminó la ofensiva.

## Consecuencias

### Análisis

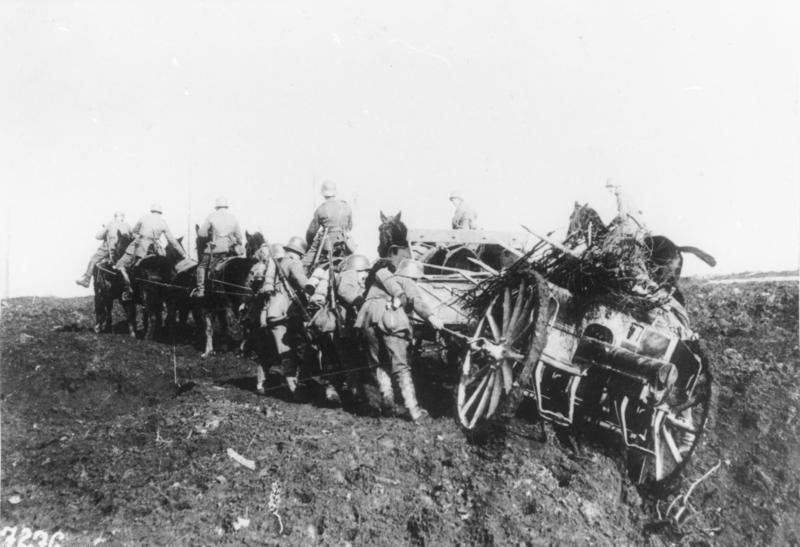
Soldados alemanes ayudan al hombre a manejar el cañón de campo de 77 mm tirado por caballos hacia adelante sobre un terreno desgarrado por proyectiles, marzo de 1918.

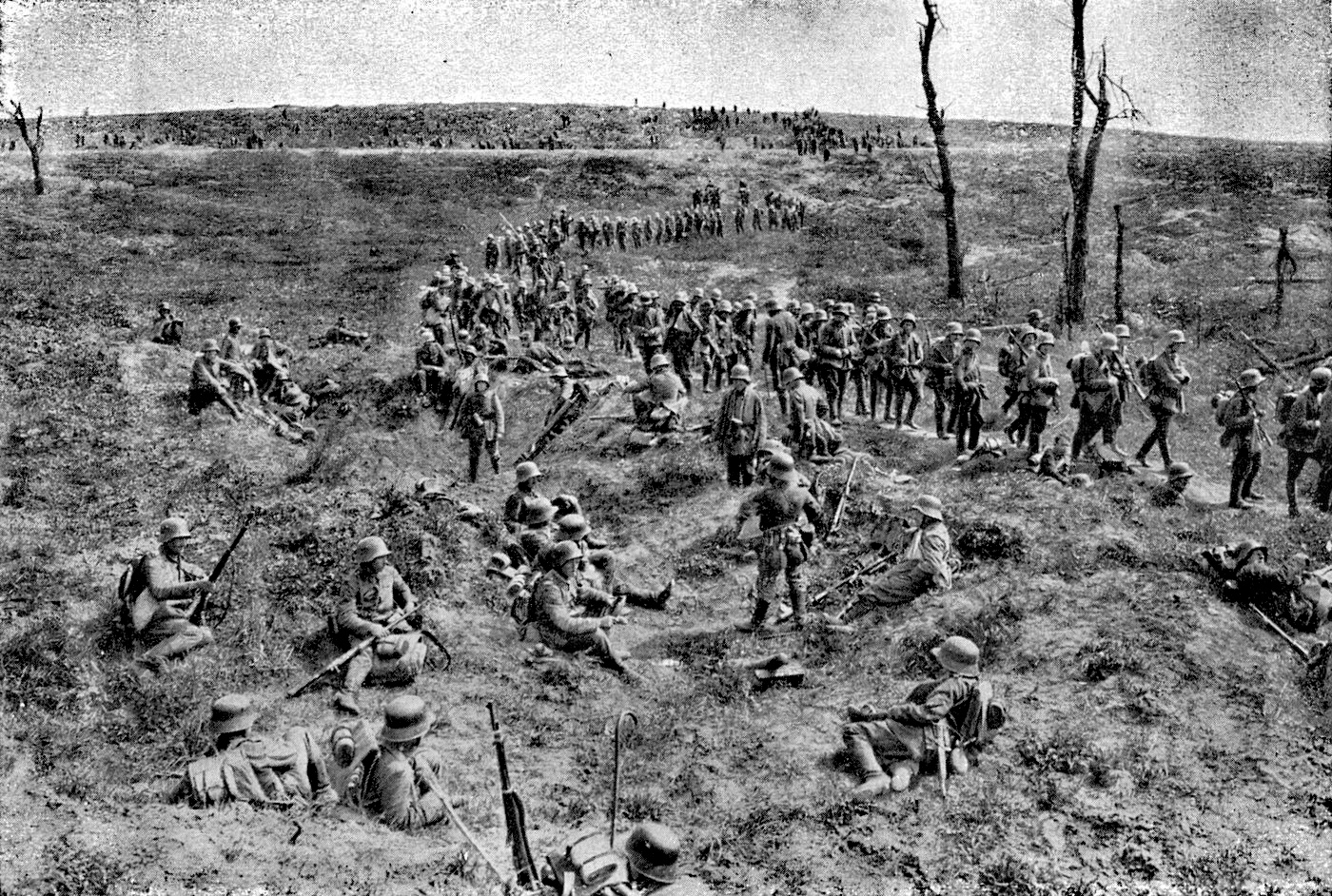
Algunos soldados alemanes descansan mientras que otros continúan avanzando por el páramo de Somme.

Los alemanes habían capturado 3 100 km² de Francia y avanzaron hasta 65 km, pero no habían logrado ninguno de sus objetivos estratégicos. Más de 75 000 soldados británicos habían sido hechos prisioneros y 1 300 piezas de artillería y 200 tanques se perdieron. Fue de poco valor militar con las bajas sufridas por las tropas de élite alemanas y el fracaso para capturar Amiens y Arrás. El terreno capturado era difícil de mover y difícil de defender, ya que en gran medida era parte de la tierra resultante de la lluvia de proyectiles que dejó la Batalla del Somme de 1916. En otros lugares, la infraestructura de transporte había sido demolida y los pozos envenenados durante el retiro alemán a la línea Hindenburg en marzo de 1917. El júbilo inicial alemán por la exitosa apertura de la ofensiva pronto se convirtió en decepción, ya que quedó claro que el ataque no había sido decisivo. Marix Evans escribió en 2002, que la magnitud de la derrota aliada no fue decisiva, porque los refuerzos llegaban en grandes cantidades, que para el 6 de abril el BEF habría recibido 1 915 armas nuevas, la producción británica de ametralladoras era de 10 000 por mes y la producción de tanques 100 por mes. El nombramiento de Foch como Generalísimo en la Conferencia de Doullens había creado la unidad formal de mando en las fuerzas aliadas.

### Bajas
En la Historia Oficial Británica (1935) Davies, Edmonds y Maxwell-Hyslop escribieron que los Aliados perdieron cerca de 255 000 hombres de los cuales los británicos sufrieron 177 739 muertos, heridos y desaparecidos, 90 882 de ellos en el 5.º Ejército y 78 860 en el Tercer Ejército, de los cuales cerca de 15 000 murieron, muchos sin sepultura conocida. Las mayores pérdidas fueron en la 36.ª División (Ulster), con 7 310 bajas, la 16.ª División (irlandesa), con 7 149 bajas y la 66.ª (2.ª División de East Lancashire), 7 023 bajas. Las tres formaciones fueron destruidas y tuvieron que ser sacadas del orden de batalla para ser reconstruidas. Seis divisiones perdieron más de 5 000 hombres. Las pérdidas alemanas fueron de 250 000 hombres, muchos de ellos tropas de élite insustituibles. Las bajas alemanas, del 21 de marzo al 30 de abril, que incluyen la Batalla de los Lys, son 348 300. Una cifra aliada comparable durante este período más largo es francesa, 92 004, y británica, 236 300, un total de cerca de 328 000. En 1978, Middlebrook escribió que las bajas en las 31 divisiones alemanas involucradas el 21 de marzo fueron de 39 929 hombres y que las bajas británicas fueron 38 512. Middlebrook también registró alrededor de 160 000 bajas británicas hasta el 5 de abril, 22 000 muertos, 75 000 prisioneros y 65 000 heridos; las bajas francesas fueron 80 000 y las bajas alemanas fueron 250 000 hombres. En 2002, Marix Evans registró 239 000 hombres, muchos de los cuales eran insustituibles Stoßtruppen; 177 739 bajas británicas de las cuales 77 000 habían sido tomadas prisioneras, 77 bajas estadounidenses y 77 000 pérdidas francesas, 17 000 de las cuales fueron capturadas. Los aliados también perdieron 1 300 armas, 2 000 ametralladoras y 200 tanques. En 2004, Zabecki dio 239 800 bajas alemanas, 177 739 británicas y 77 000 francesas.

## En la cultura popular
La obra de teatro de R. C. Sherriff Journey's End (producida por primera vez en 1928) se desarrolla en una caseta de oficiales en las trincheras británicas frente a San Quintín del 18 al 21 de marzo, antes de la Operación Michael. Hay referencias frecuentes al "gran ataque alemán" anticipado y la obra concluye con el lanzamiento del bombardeo alemán, en el que uno de los personajes centrales es asesinado.
El videojuego de 2016 Battlefield 1, desarrollado por EA DICE, está ambientado en la Primera Guerra Mundial e incluye varios mapas multijugador que recrean batallas de la Operación Michael, como San Quintín y Amiens.

## Lecturas relacionadas
- Jones, H. A. (2002) [1934]. The War in the Air Being the Part Played in the Great War by the Royal Air Force. History of the Great War Based on Official Documents by Direction of the Historical Section of the Committee of Imperial Defence IV (Naval & Military Press edición). Londres: Clarendon Press. ISBN 1-84342-415-0. Consultado el 5 de octubre de 2014.
- Prior, R.; Wilson, T. (1999). «Winning the War».  En Dennis, P.; Grey, J., eds. 1918 Defining Victory: Proceedings of the Chief of Army's History Conference Held at the National Convention Centre, Canberra, 29 September 1998. Canberra: Army History Unit. ISBN 0-73170-510-6.
- Roberts, P.; Tucker, S., eds. (2005). The Encyclopedia of World War I: A Political, Social and Military History. Santa Barbara, CA: ABC-CLIO. ISBN 978-1-85109-420-2.
- Yeates, V. M. (1974) [1934]. Winged Victory (Mayflower edición). Londres: Jonathan Cape. ISBN 0-58312-287-6.